# Apterygida
Genre
Apterygida est un genre d'insectes dermaptères de la famille des Forficulidae.

## Liste des espèces
Selon  Species File (5 octobre 2019) :
- Apterygida media (Hagenbach, 1822)
- Apterygida tuberculosa Shiraki, 1905
- Apterygida tumida Shiraki, 1928